# دهان‌گشاد
دهان‌گشاد (انگلیسی: The Big Mouth) یک فیلم کمدی به کارگردانی جری لوئیس است که در سال ۱۹۶۷ منتشر شد.

## بازیگران
- جری لوئیس در نقش «جرالد کلمسون» و «سید ولنتاین»
- هارولد جی استون در نقش «ثور»
- سوزان بی در نقش «سوزی کارت‌رایت»
- دل مور در نقش «آقای هاجز»
- پل لمبرت در نقش «ماکسی»
- چارلی کالاس در نقش «رکس»
- جرج تاکی
- کاتلین فریمن
- لئونارد استون در نقش «فانگ»
- فرَنک دِ وال در نقش «بوگارت»
- جینین رایلی در نقش «بامبی برمن»
- بادی لستر
- جان نولان
- ادی رایدر
- فلورنس لیک